# Myrice cinctata
Myrice cinctata là một loài bướm đêm trong họ Geometridae.